# Ha tutte le carte in regola
Ha tutte le carte in regola è un album del cantautore italiano Gino Paoli, pubblicato dalla RCA Italiana nel 1980.
Nell'occasione l'artista è soltanto interprete dei brani, che sono stati composti interamente da Piero Ciampi, scomparso all'inizio di quell'anno.

## Tracce

### Lato A
1. Ha tutte le carte in regola
2. Livorno
3. Don Chisciotte
4. Tu no
5. Il merlo
6. Sporca estate

### Lato B
1. Io e te, Maria
2. Il vino
3. Ma che buffa che sei
4. Canto una suora
5. Disse: non Dio, decido io

## Formazione
- Gino Paoli – voce
- Aldo Mercurio – basso
- Tony Esposito – aggeggi
- Gianni Guarracino – chitarra acustica, chitarra elettrica
- Franco Del Prete – batteria, tamburello
- Fabrizio D'Angelo Lancellotti – pianoforte, tastiera, melodica
- Rosario Jermano – percussioni, aggeggi
- Elio D'Anna – sassofono soprano, sassofono tenore